# Polygonum viviparum
Polygonum viviparum o bistorta vivípara, (sinònims: Bistorta viviparum, Persicaria vivipara), és una espècie de planta comuna en l'alta Àrtida i també a grans altituds en les muntanyes com els Alps, Carpats, Caucas, Altiplà del Tibet i els Pirineus incloent els Pirineus catalans on floreix de juny a agost i viu en pastures entre els 1200 i els 2800 m d'altitud.

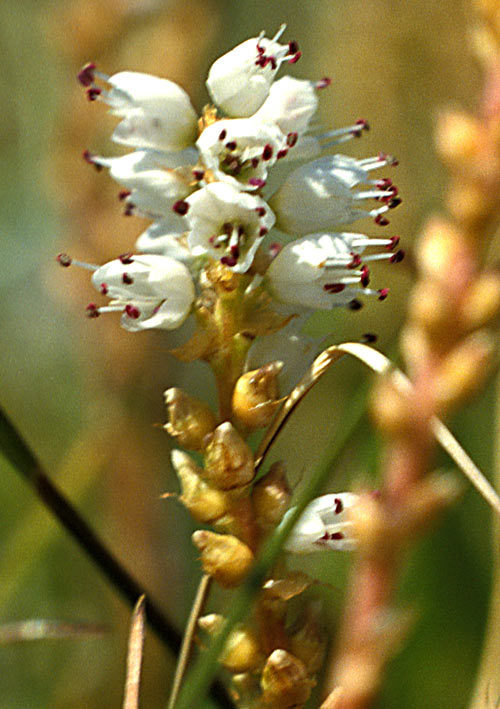
Detall de la flor

És una planta herbàcia glabra de rizoma curt, tuberós que fa de 5 a 15 cm d'alt. Les fulles basals són el·líptiques allargades amb pecíols llargs; les fulles superiors són linears i sense pecíol. Les seves flors són blanques o rosades a la part de dalt de l'espiga; les més baixes són substituïdes per bulbets. Les flors rarament produeixen llavors viables i la reproducció normalment es fa pels bulbets (per això rep l'epítet específic de vivipara) Els bulbets són rics en midó i són preferits per alguns ocells àrtics com la perdiu blanca i també pels rens; de manera ocasional els fan servir els indígenes de l'Àrtic.
És força comuna a la tundra.
Com altres plantes alpines i àrtiques és de creixement lent i la inflorescència pot trigar 3 a 4 anys en arribar a la maduresa des que es forma.